# فيليب رينو
فيليب رينو (بالفرنسية: Philippe Renaud)‏ هو راكب الكنو فرنسي، ولد في 23 نوفمبر 1962 في كريتاي في فرنسا.

## وصلات خارجية
- فيليب رينو على موقع اللجنة الأولمبية الدولية (الإنجليزية)
- فيليب رينو على موقع أوليمبيديا (الإنجليزية)